# 자진한잎
자진한잎 또는 삭대엽(數大葉)은 국악 기악곡이다.

## 악기 편성
- 관악 편성: 향피리·젓대·당적·해금·아쟁·장구·좌고
- 2중주: 생황, 단소

## 역사
18세기 이후 초수대엽(初數大葉), 이수대엽, 삼수대엽 등 많은 파생곡들이 만들어졌다. 